# 危情时速
是一部2010年美国惊险剧情片，改編自真實事件。本片由托尼·斯科特执导，马克·鲍姆贝克编剧，丹泽尔·华盛顿和克里斯·潘恩主演。2010年11月12日在美国、加拿大、中国大陆及台灣同步上映。

## 情节
本片根据发生于2001年的CSX8888次鐵路事故改编而成。
全片故事发生在美国东北部的宾夕法尼亚州境内。AWVR铁路公司的員工在将一列最新的列车—777号列车移到另一条轨道的操作过程中，由于失误导致了777号列车由北向南在无人驾驶的情况下全速运行，且無法煞車。由于列車拖載有多节装载了可燃液体和有毒气体的车厢，因此这列高速运行的列车，相当于一个摩天大樓大小的飞弹。
为避免这个长达半英里（800公尺）的777号列车给所经过的城镇及人口密集區造成巨大灾难，列车公司上下、鐵道部門以及沿途的警察消防人员等都加入了这场防灾的救援工作，通过媒体空拍的及时报道，更多的人也在关注着最新进展。
法蘭克（丹佐·華盛頓飾），一位老练但即将被裁員的火车司机和一位首次正式從事鐵路工作的菜鳥列車長威爾（克里斯·潘恩飾）则在另一列火车—1206号列车上由南向北进行着一项公司的运输任務，而且与777号列车位于同一條鐵道上。当他们知道这个危急的情况后，不仅努力駕駛自己的列车改道、避免了与之相撞的悲剧，而且也巧妙且勇敢地利用1206号快速倒行以钩住777号的尾部车钩使之减速下来。法蘭克則爬上777号車頂，開啟每個車廂的手動煞車讓列車減速。最后焊接部門主管-奈德駕駛小卡車開到已減速的1206駕駛室旁，威爾跳上了車，由奈德將他載至777車頭，跳上車廂進入控制室將列車停止，成功化解危機。

## 演员
| 演員                             | 角色                       | 備註 |
| 丹佐·華盛頓 Denzel Washington    | 法蘭克·巴恩斯 Frank Barnes | 老練的鐵路工程師/司機，工作28年。但被迫提前退休，福利減半。一開始對威爾不以為然，但上前停止777列車時與威爾互相吐漏心聲，妻子因癌過世，最後因為成功停止列車，獲得升職，得到全部退休福利。 |
| 克里斯·潘恩 Chris Pine           | 威爾·寇森 Will Colson      | 年輕氣盛的菜鳥列車長，一開始被法蘭克看不起，認為他是靠關係進來鐵路公司的，但上前停止777列車時與法蘭克互相吐漏心聲，被保護令拘束不得接近妻子與孩子（保護令的原因是因為他對著警察亮槍，該位警察為妲西的同學）。在試圖把777列車最後一節貨卡的連結器鎖上時夾傷右腳，最後在奈德幫助下進入駕駛室停止列車並與妲西和好。 |
| 蘿莎莉·道森 Rosario Dawson       | 康妮·胡波 Connie Hooper    | 列車調度中心主任，最後升職副總。 |
| 盧·坦波 Lew Temple               | 奈德·歐漢姆 Ned Oldham     | 調度中心焊接部門領班，被康妮指派負責切換軌道及追蹤列車。最後幫助威爾進入駕駛室停止列車。 |
| 伊森·索普 Ethan Suplee           | 杜威 Dewey                 | 工程駕駛員，因其疏失而差點釀成一場大災難。遭到開除，後來去速食店工作。 |
| 凱文·鄧恩 Kevin Dunn             | 奧斯卡·蓋爾文 Oscar Galvin | AWVR總部副總裁，康妮的老闆。 由於處理事故不當而被解职。 |
| 凱文·查普曼 Kevin Chapman        | 邦尼 Bunny                 | 調度中心的鐵路作業調度技師。 |
| 托德·約瑟夫·米勒 T.J. Miller     | 吉里斯 Gilleece            | 杜威同事兼好友，亦為工程駕駛員。 |
| 凱文·考利甘 Kevin Corrigan       | 史考特·沃納 Scott Werner   | FRA第二區安全督察。來替學童們進行鐵路安全講習。 在富勒調度中心，以其從業多年的經驗及知識協助法蘭克、威爾、康妮。 |
| 傑夫·溫考特 Jeff Wincott         | 傑西·戈登 Jesse Gordon     | 威爾好友。 |
| 潔西·斯克拉姆 Jessy Schram       | 妲西·寇森 Darcy Colson     | 威爾的妻子。兩人關係惡劣，原因是因為威爾誤會她與同學搞外遇（實際上，妲西是打訊息給他的小姨子），後來與威爾和好。 |
| 大衛·瓦許夫斯基 David Warshofsky | 賈德·史都華 Judd Stewart   | 資深駕駛司機及工程師。 因總部命令，試圖駕駛前導車在前抵擋並減緩777列車的速度，但最後列車脫軌爆炸，因公險殉職。 |
| 伊莉莎白·瑪西絲 Elizabeth Mathis | 妮可·巴恩斯 Nicole Barnes  | 法蘭克的女兒。 與瑪雅兩姊妹皆為Hooters的服務生。 |
| 梅根·坦迪 Meagan Tandy           | 瑪雅·巴恩斯 Maya Barnes    | 法蘭克的女兒。 |
| 雷恩·亞漢 Ryan Ahern             | 雷恩·史考特 Ryan Scott     | 鐵路公司員工，曾為美國海軍參加過阿富汗戰爭。 在前導車將777速度降低時．他以空降方式進入機艙，卻因車身晃動失去平衡受傷，宣告失敗，後來康復。 |

## 制作
这部电影在杀青前经历了各种制作上的挑战，涉及演员、拍摄进度、拍摄地点以及预算方面的考虑。
在2007年6月，20世纪福克斯当时与马丁·坎贝尔协商关於执导此电影一事，当时他被告知是导演，直到2009年3月才轉由東尼·史考特正式担任导演。4月时，丹泽尔·华盛顿和克里斯·潘恩都陸續參與电影製演。
因為經費考量，原来電影预算由1亿7百万美元削减到1亿美元，但福克斯仍想将预算继续削减到9千万美元以下的范围，除了要求导演斯科特将其薪酬从9百万美元降低到6百万美元外，也希望主角丹泽尔·华盛顿将他2千万美元的酬金中去掉4百万美元。华盛顿拒绝了这一提议，并谈到由於电影的开拍日期仍未知，他已经失去了兴趣，不过从4月起华盛顿仍參與電影進程，直到7月，他才正式从这一项目中撤出。之後，福克斯以修改薪資报价，2周後，他回到了電影製作。
拍摄地点位於俄亥俄州城市马丁斯费里、贝莱尔、明戈章克申、斯托本維爾和布鲁斯特以及宾夕法尼亚州城市匹兹堡、恩波里厄姆、米尔斯堡、蒂龙、朱利安、尤宁维尔、马蒂尔达港、布拉德福德、莫纳卡、埃尔德雷德、特特尔波因特、阿勒盖尼港和卡内基。电影於2009年8月31日开始拍摄，之後順利将於2010年11月12日上映。其中比較特殊的是，电影拍摄過程中，真的在2009年11月21日因火车的一部分出轨而延迟一天。

## 故事灵感
《危情时速》大致上是改編自發生於2001年的“Crazy Eights”號無人駕駛列車事件。由CSX鐵路公司8888号柴電機車牵引的一列無人控制的列车，行駛了66英里（106）卻無法停車，途中穿过俄亥俄州西北部，这是由於空气制动无法正常工作。2小时後，列车行驶的速度達到了每小時47英里（76），之後另一列機車成功地透過連結器连接到失控的列車上，失控的火车被缓慢地制动。当8888号火车减速至每小時11英里（18）之後，一名CSX的機務段長Jon Hosfeld沿著列車跑向火車頭且成功登上駕駛室，最後使火車頭完全停了下来。

## 反響

### 評論
媒体综评69分，烂番茄新鲜度86%；Yahoo影评人B，观众评分A-。获得大多数影评人的追捧。片子影評中比較引人注目的有：“托尼·斯科特的这部全新惊悚，回归了传统影院时期的经典映画！”，“就纯粹的工艺性而言，本片无疑是出色的”，“当飞驰地火车呼啸而来，恍惚间竟能产生出不亚于3D特技的伦比映效，可歌可泣也”， “直言不讳地故事无疑成为诸多戏剧性元素的载体，对于那些喜欢研究机油和驱动器的男男女女来说，本片不乏过硬的技术；而对于我等小白，充满娱乐性的剧情足矣”。

### 獎項
影片入圍第83届奥斯卡金像奖最佳音效剪輯，但未獲獎。